# Schultze mit tz
Schultze mit tz ist ein vom Fernsehen der DDR produzierter Schwank von Regisseur Eberhard Schäfer aus dem Jahr 1974. In den Hauptrollen des Lustspiels agieren Rolf Herricht, Monika Woytowicz und Walter Richter-Reinick.

## Handlung
Bernhard Schulze ist nicht nur ein großer Weinexperte, sondern er hat sich auch einen Namen als Bienenzüchter gemacht und er Mitglied der Imkersparte „Ole Bienkopp“ ist. Schulze hat eine Tochter namens Petra, die flügge geworden ist und nun in eine eigene Wohnung zieht. Selbiges Vorhaben hat auch der Hausdichter des örtlichen Theaters, Peter Schultze (mit tz), der gerade dabei ist (unberabsichtigt) in dieselbe Wohnung zu ziehen, die auch Petra gerade beziehen will. Auffallen tut es Herrn Schultze erst, als neben seinen eigenen Möbeln noch fremdes Mobiliar und andere Sachen, deklariert mit dem Namen Petra Schulze, daneben stehen. Telefonisch versucht Peter den Irrtum zu klären und den Verantwortlichen der Wohnungszuweisung in die Wohnung zu bestellen. Bis zu dessen Eintreffen vertreiben sich Peter und Petra die Zeit damit ihre Sachen auseinander zu sortieren. Da Peter zu einem Termin muss, bleibt Petra allein zurück, erhält aber schon bald Besuch von ihrem Vater. Schließlich muss er ja begutachten, ob sein Kind gut untergekommen ist. So ist er verwundert über die ihm unbekannten Möbel und hält sie für die von Petras Freund. Als Peter in die Wohnung zurückkommt und sich mit Bernhard bekannt macht, begrüßt dieser ihn als zukünftigen Schwiegersohn, denn er scheint ihm sehr sympathisch. Petra protestiert zwar, kann die beiden aber nicht überzeugen mit ihren Phantastereien aufzuhören.
Da sich das Wohnraumproblem noch immer nicht endgültig gelöst hat, müssen Peter und Petra sich die Wohnung auch über Nacht teilen. Sie stellen dazu Regeln auf, um sich nicht gegenseitig zu stören. Am nächsten Morgen erhält Peter ein Telegramm, wonach ihn seine Schwägerin, Marie-Luise Kleinmann, besuchen will. Noch ehe Peter irgendwelche Vorkehrungen treffen kann, steht sie auch schon vor der Tür. So zieht sie ihre eigenen Schlüsse aus der vorgefundenen Situation.
Kaum ist Marie-Luise wieder weg, trifft erneut Petras Vater ein. Er kommt von einem Frühschoppen und ist noch ziemlich angetrunken. Um sich etwas auszuruhen, bietet Peter ihm seine Couch an, auf der Bernhard umgehend einschläft. Da Marie-Luise noch einmal in die Wohnung zurückkehrt, versteckt sich Peter vor ihr. Marie-Luise hört das Schnarchen nebenan und weckt Bernhard, der nun erfährt, dass Peter eigentlich noch verheiratet ist. Im Gespräch miteinander erkennen die beiden, dass Peter und Petra irrtümlich die selber Wohnung zugewiesen bekommen haben und gar kein Paar sind. Nun erscheint auch der Mann, der für diesen Schlamassel verantwortlich ist und verspricht das Problem zu lösen. Allerdings hält er Marie-Luise und Bernhard für Petra und Peter. Er lässt Petras Möbel wieder abholen und bietet der falschen Petra zur Überbrückung ein Nachtquartier bei ihm und seiner Frau an. Als nun Peter und Petra zurückkommen sind sie recht irritiert. Doch Peter nutzt die ganze Verwirrung dazu ein neues Stück zu schreiben, indem er das Erlebte der letzten zwei Tage festhält. Das ist ganz im Sinnes von Herrn Weber-Weichmann, dem Dramaturgen des hiesigen Theaters. Er hatte nämlich die ganze Geschichte eingefädelt, um Peter dazu zu bringen ein Stück für die neue Saison zu schreiben: Chronik eines Wochenendes. Peter und Petra sind zunächst empört, finden die seltsame Situation am Ende aber recht amüsant und sich selbst zu einem Paar zusammen.

## Produktion
Der Film erlebte am 27. Februar 1974 im 1. Programm des Fernsehen der DDR seine Erstausstrahlung. Im September 2016 kam der Film bei Icestorm im Rahmen der Reihe DDR TV-Archiv auf DVD heraus.